# Piper controversum
Piper controversum är en pepparväxtart som beskrevs av Ernst Gottlieb von Steudel. Piper controversum ingår i släktet Piper och familjen pepparväxter. Inga underarter finns listade i Catalogue of Life.